# Digital Living Network Alliance
Digital Living Network Alliance, en català Aliança per l'estil de vida digital en xarxa és una organització sense ànim de lucre de fabricants d'electrònica i informàtica fundada per Sony el juny de 2003 amb l'objectiu de definir directrius d'interoperabilitat que permetin compartir mitjans digitals entre dispositius de consum com ordinadors, impressores, càmeres, telèfons mòbils i altres dispositius multimèdia. Aquestes directrius prenen com a base estàndards públics ja existents, però només es poden obtenir previ pagament. DLNA especifica la forma d'utilitzar aquests estàndards per tal que els diferents dispositius que hi pugui haver dins d'una mateixa xarxa s'interconnectin entre ells per compartir els seus continguts.
DLNA utilitza Universal Plug and Play (UPnP) per a la gestió, descobriment i control multimèdia. UPnP defineix els tipus de dispositius que DLNA suporta ("server", "renderer", "controller") i els mecanismes per accedir als mitjans a través de la xarxa. Les directrius DLNA suposen una capa de restriccions sobre els tipus de formats de fitxer multimèdia, codificacions i resolucions que els dispositius han de suportar. L'avantatge que ofereix és una fàcil configuració i gran versatilitat. Aquest sistema pot funcionar tant en xarxes Wi-Fi com Ethernet. Les directrius d'interoperabilitat DLNA permeten als fabricants participar en el creixent mercat dels dispositius en xarxa i es divideixen en els següents components tecnològics clau.
- Treball en Xarxa i Connectivitat
- Formats Multimèdia i Model de Transport
- Gestió de Drets Digitals i Protecció de Continguts
- Descobriment i Control de Dispositius i Serveis
- Gestió Distribució i Control de Mitjans
- Gestionabilitat

Els membres de l'aliança han establert l'objectiu comú d'utilitzar tecnologies estandarditzades que facin més senzill als consumidors l'ús i compartició de les seves fotografies, música i vídeos, amb el "Certificat DLNA", indicat per un logo a l'embalatge que confirma la seva interoperabilitat amb els altres dispositius DLNA. S'estima que ja s'han venut més de 440 milions de dispositius certificats, des de càmeres digitals a videoconsoles i televisors.

## Història
Sony va fundar DLNA el juny de 2003 amb el nom de Digital Home Working Group, encara que ho va canviar per l'actual un any després, quan va publicar el primer conjunt de directrius per DLNA. La versió 1.5 de les directrius es va publicar el març de 2006 i es van ampliar a l'octubre d'aquest mateix any, amb canvis que afegeixen dues noves categories de productes (impressores i dispositius mòbils) i noves classes de dispositius i una millora en el suport dels escenaris d'ús relacionats amb les noves categories de productes.

## Especificació
Dins d'una xarxa DLNA es poden trobar diversos tipus de dispositius amb diversos rols que fonamentalment es resumeixen en tres ben diferenciats:
Els servidors (Digital Media Servers) disposen de tot el contingut, típicament són aparells amb dispositius d'emmagatzematge massiu connectat que ho exporten a la xarxa DLNA en forma de flux compatible. En aquest segment poden trobar TV amb disc dur o memòries USB connectades, PCs amb discos durs compartits per DLNA, sistemes NAS, tablets o mòbils amb emmagatzematge intern disponible, etc.
Els controladors (Digital Media Controllers) són els que controlen la xarxa DLNA. Defineixen l'origen i la destinació dels fluxos de dades (vídeo, àudio o fotos) així com permeten controlar la forma de reproducció: pausa, avanç, retrocés, etc. Típicament són TV, tablets o telèfons mòbils.
Els renderers (Digital Media renderers) són els dispositius capaços de negociar i rebre un flux de dades compatible i interpretar per a visualitzar. Són generalment dispositius que tenen sortida d'àudio o vídeo com poden ser TV, mòbils, PC, etc.
Un mateix dispositiu (per exemple una TV) pot complir amb els tres rols al mateix temps o només amb algun. Típicament, els dispositius que no tenen emmagatzematge intern no poden ser Digital Media Servers i molts Digital Media renderers poden no exercir de Digital Media Controllers si no és per reproduir un flux utilitzant el mateix dispositiu com Digital Media renderer.
El cas més versàtil seria un Digital Media Controllers (per exemple un telèfon mòbil) que selecciona un Digital Media Server com a origen (per exemple un PC) i un Digital Media renderer com a destinació (per exemple una TV). El Digital Media Server i el Digital Media renderer es posaran d'acord en el format òptim d'enviament i recepció per poder visualitzar el fitxer seleccionat pel Digital Media Controller.

## DLNA i el DRM
Aquest sistema utilitza la tecnologia de protecció de dades Gestió de drets digitals, de manera que alguns continguts no podran llegir-se des d'altres dispositius. Les especificacions fan servir DTCP-IP com "protecció d'enllaç" per a la transmissió de continguts protegits per drets d'autor entre dispositius.

## Companyies participants
El juny de 2012, hi havia 25 membres promotors i 214 membres col. Els membres promotors són: ACCESS, AT & T, Awox, Broadcom, CableLabs, Cisco Systems, Comcast, DIRECTV, Dolby Laboratories, DTS, Ericsson, Hewlett-Packard, HTC, Huawei, Intel, LG Electronics, Microsoft, Motorola, Nokia, Panasonic, Qualcomm, Samsung Electronics, Sony Electronics, Technicolor, i Verizon.
DLNA és dirigida per una Junta Directiva formada per nou membres. Hi ha vuit representants permanents de les següents companyies: Broadcom, Intel, Microsoft, Nokia, Panasonic, Samsung Electronics, Sony Electronics, Technicolor i un representant elegit pels membres promotors.
La junta directiva supervisa l'activitat dels quatre següents comitès:
- Comitè d'Ecosistema, planeja el desenvolupament futur de les directives DLNA
- Comitè de Compliment i prova, supervisa el programa de certificació i la seva evolució
- Comitè de Màrqueting, promociona activament DLNA a nivell mundial
- Comitè Tècnic, redacta les directives DLNA

## Productes compatibles amb DLNA

### Dispositius certificats DLNA
Ja hi ha més de nou mil productes certificats per DLNA al mercat. Entre ells hi ha TVs, reproductors DVD i Blu-ray, videoconsoles, reproductors multimèdia, marcs de fotos, càmeres, dispositius NAS, PC i telèfons mòbils. Els consumidors poden comprovar si un producte és certificat buscant el logo de DLNA del dispositiu o consultant mitjançant la recerca de Productes DLNA.

### Programari certificat DLNA
A principis de 2011, DLNA va iniciar un programa de certificació de programari per facilitar als consumidors la compartició dels seus mitjans digitals en un rang més ampli de productes. DLNA certifica programari que es comercialitza directament als consumidors mitjançant botigues, llocs web i botigues d'aplicacions mòbils.